# Potijiwka (obwód kijowski)
Potijiwka (ukr. Потіївка) – wieś na Ukrainie, w obwodzie kijowskim, w rejonie białocerkiewskim, w hromadzie Mała Wilszanka. W 2001 liczyła 853 mieszkańców, spośród których 835 wskazało jako ojczysty język ukraiński, a 18 rosyjski.

## Urodzeni w Potijiwce
- Zygmunt Berezowski – polski prawnik, dziennikarz, polityk i działacz społeczny, poseł na Sejm w II RP, minister spraw wewnętrznych[2].